# Coenosia nigritarsis
Coenosia nigritarsis är en tvåvingeart som först beskrevs av Stein 1898.  Coenosia nigritarsis ingår i släktet Coenosia och familjen husflugor. Inga underarter finns listade i Catalogue of Life.